# Mirosław Jaworski (ur. 1965)
Mirosław Jaworski (ur. 15 listopada 1965 w Gdyni) – polski piłkarz; zdobywca brązowego medalu na 4. Mistrzostwach Europy U18 w ZSRR w 1984.